# تايلر كوفي
تايلر كوفي (بالإنجليزية: Tyler Coffey)‏ هو منتج أسطوانات وموسيقي أمريكي، ولد في 24 يناير 1976.